# Râul Bejanul
Râul Bejanul este un curs de apă, afluent al râului Geamărtălui. 